# Spilosoma mienshanica
Spilosoma mienshanica är en fjärilsart som beskrevs av Daniel 1943. Spilosoma mienshanica ingår i släktet Spilosoma och familjen björnspinnare. Inga underarter finns listade i Catalogue of Life.